# Armgaard Karl Graves

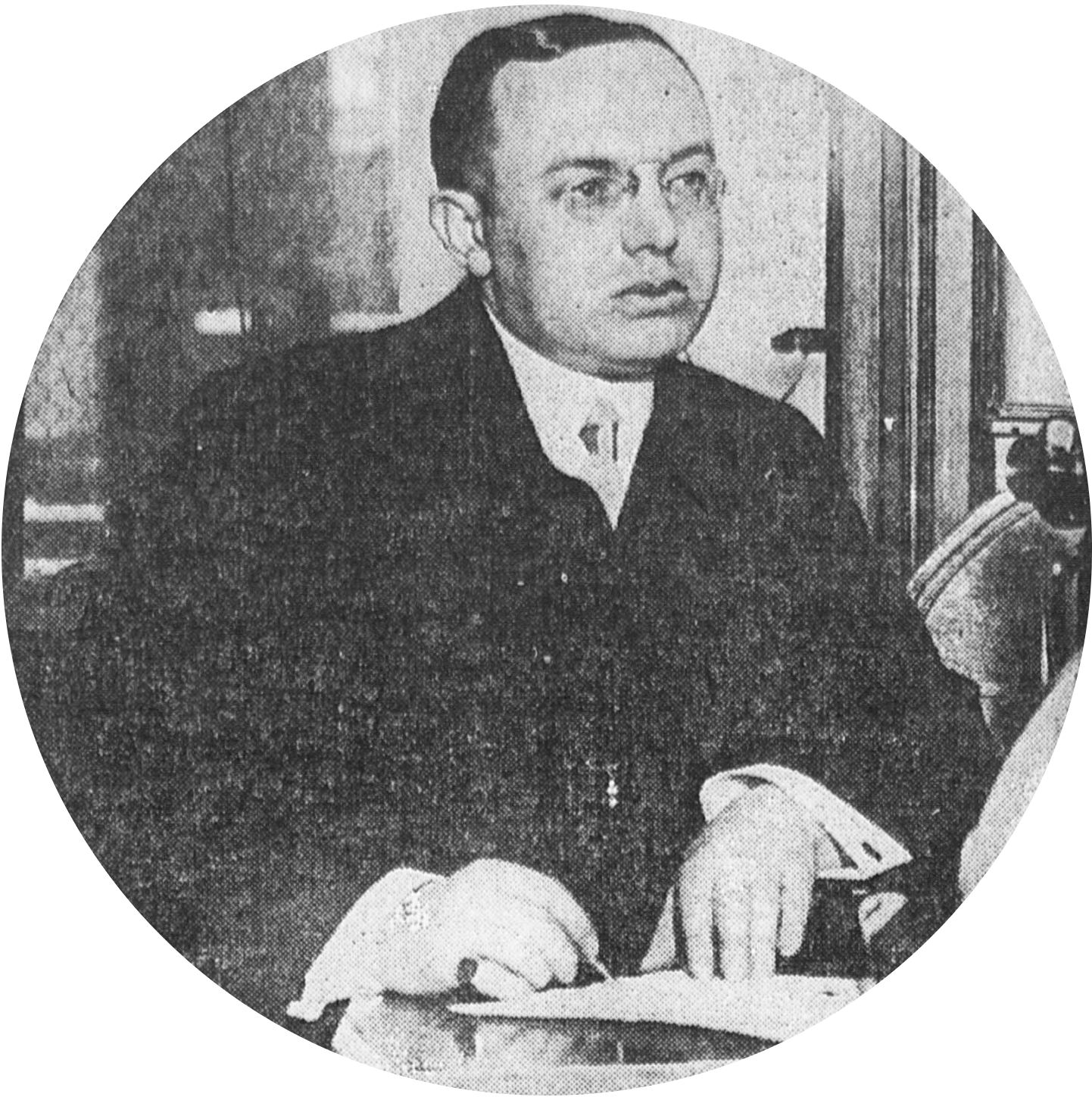
Armgaard Karl Graves
(publ. Evening Public Ledger 4. Februar 1916)

Armgaard Karl Graves, richtig wahrscheinlich Max Meincke (* 7. Mai 1882 in Berlin; † vmtl. in den USA) wirkte als Doppelagent für den deutschen Marinenachrichtendienst und den britischen MI5 vor Beginn des Ersten Weltkrieges.

## Leben
Graves verließ 1898 das deutsche Kaiserreich. Zweimal war er in New South Wales des Diebstahls sowie im Dezember 1910 der Belästigung einer Frau in Colombo angeklagt. Um 1911 kehrte er unter dem Titel „A.K. Graves Dr med.“ nach Deutschland zurück. Wenige Monate später wurde er in Wiesbaden wegen Betruges zu sechs Monate Gefängnis verurteilt, floh aber nach Stettin, wo er verhaftet wurde.
Während der Agadirkrise wurde Graves wahrscheinlich direkt aus dem Gefängnis für den Marinenachrichtendienst in dessen Berliner Zentrale in Gegenwart von Arthur Tapken, Georg Stammer und Gustav Steinhauer rekrutiert. Als 'W. Lewis' sollte er Bewegungen britischer Kriegsschiffe vor Schottland beobachten, speziell vor den Marinebasen Rosyth und Cromarty, wofür er £15 monatlich erhielt.
Anfang 1912 erreichte er Edinburgh und ging bald darauf nach Glasgow. Durch Postüberwachung anderer Verdächtiger wurde er entdeckt und observiert. Seine Rückbeorderung nach Berlin nötigte die schottische Polizei, ihn am 14. April 1912 zu verhaften; drei Monate später verurteilte man ihn zu 8 Monaten Gefängnis. Am 18. Dezember wurde er mit Begründung eines schlechten Gesundheitszustandes heimlich entlassen, da er sich inzwischen Vernon Kell vom British Secret Service (MI5) für 2 £ monatlich angedient hatte.
Graves reiste nach Berlin, um für MI5 von Admiralstabssekretär Stammer eine Liste der Spione in Großbritannien zu erlangen. Von diesem wurde er allerdings in die Vereinigten Staaten entsandt. Im Februar und März 1913 erhielt er auf Anforderung jeweils Geld vom MI5, um von dort nach Großbritannien zurückzukehren, was er jedoch nicht tat. Graves präsentierte sich stattdessen als „Meisterspion“ in der US-Presse und gab Informationen zu seinen beiden Arbeitgebern weiter. Am Vorabend des Krieges erschien seine Autobiografie und verkaufte sich 100.000 mal. 1915 erschien eine Fortsetzung des Buches sowie in verschiedenen Zeitungskolumnen seine Prognosen über den Kriegsausgang. Dem deutschen Botschafter in Washington, Graf Johann Heinrich Graf von Bernstorff, bot er im November 1916 gegen Geld erpresserisch einige Briefe an, die aus dessen Verkehr mit Deutschland über neutrale Schiffe stammten. Sein Ghostwriter Edward Lyell Fox hatte als Kurier fungiert. Bernstorff informierte jedoch, da er das Material für wertlos hielt, das US State Department und Graves wurde verhaftet. Das deutsche Reich lehnte die Zeugenaussage des Botschaftsmitarbeiters Graf Hatzfeldt-Trachenberg im Prozess ab und er wurde wieder entlassen. Wegen Aufsuchens einer Sperrzone für Ausländer in Kansas-City verhaftete man Graves 1917 und internierte ihn bis zum Kriegsende im November 1918.
Graves verblieb nach dem Krieg in den USA. 1928 wurde er des Verbrennens einer Frau bei lebendigem Leib angeklagt, aber möglicherweise entlastet. Wegen Erschleichung von 1.500 $  verurteilte man ihn 1934 zu 3 Jahren Gefängnis. Nach seiner Entlassung 1937 sollte er abgeschoben werden, reklamierte aber, dass ihn die Nationalsozialisten sicher zum Tode verurteilen würden, so dass „eine Regierungsstelle“ intervenierte und ihn von dem bereits seeklaren Schiff holte.
Graves starb vermutlich in den USA.

## Schriften
- 1914: The Secrets of the German War Office. with the collaboration of Edward Lyell Fox. online
- 1915: The Red Secrets of the Hohenzollerns. London, McBride, Nast & co.